# Television Off, Party On
Television Off, Party On é um EP Forever the Sickest Kids. Foi lançado em 3 de julho de 2007.

## Faixas
| N.º            | Título                                        | Duração |  |
| 1.             | "Believe Me I'm Lying"                        | 3:03    |  |
| 2.             | "She's a Lady"                                | 4:00    |  |
| 3.             | "Becky Starz"                                 | 4:02    |  |
| 4.             | "Breakdown"                                   | 3:34    |  |
| 5.             | "I Don't Know About You, But I Came to Dance" | 3:21    |  |
| Duração total: | Duração total:                                | 18:00   |  |

## Recepção
Comentadores dizem que este foi apenas o começo da ascensão de Forever the Sickest Kids, e continuará a crescer. "É o tipo de sensação de ouvir uma boa música  lhe dá o desejo de dançar em seus coraçõezinhos e mesmo às pessoas que estão cansadas deste gênero, agora terá uma razão para ouvir".

## Formação
- Austin Bello – Baixo, Vocal
- Kyle Burns – Bateria, Percussão
- Jonathan Cook – Vocal
- Kent Garrison – teclado
- Marc Stewart – Guitarra
- Caleb Turman – Guitarra, Vocal